# Piero Borgi
Piero Borgi   (Venècia, c. 1424 - Venècia, c. 1494) va ser un matemàtic venecià.

## Vida i obra
El seu nom es troba escrit en diferents obres com Pietro Borgo, Piero Borghi o Pietro Borghi. D'altra banda molt poc es coneix de la seva vida. Se sap que va néixer a Venècia el 1424, però es desconeix qualsevol dada sobre la seva vida o la seva mort, tant és així, que diversos estudiosos donen diferents dates de defunció: 1484, 1494, o després de 1494.
Borgi és recordat per haver estat l'autor d'un llibre d'aritmètica comercial que es va reeditar en disset ocasions entre la primera edició de 1484 i la darrera de 1577. En la seva primera edició portava per títol Nobel opera de arithmetica però en les edicions posteriors, a més d'algunes poques esmenes, es va titular Libro de Abacho o Libro dabacho'.
Aquesta aritmètica és una de les diverses que es van imprimir a finals del segle XV en llengües vernacles amb la finalitat d'instruir els comerciants, com la de Treviso (1479, també en italià i d'autor desconegut), la de Francesc Santcliment (1482, en català) o la d'Ulrich Wagner (1483, en alemany). Probablement escrites per professors independents a sou dels comerciants, aquesta va ser la que va tenir més èxit, amb molta diferència.
El llibre prescindeix totalment de la numeració romana i elimina tota la teoria de nombres medieval, perquè afirma que no és en absolut necessària per a la formació pràctica dels comerciants.
El llibre anava precedit d'un sonet, en el qual es deixava clara la intenció de formar els comerciants en l'art dels comptes, per a fer-los més rics i honorables:
| «                          | italià :Qui d'arte matematice ha piacere che tengon di certezza il primo grado avanti que di quelle tenti il vado vogli la presente opera vederi. Per questa lui potra certo sapere se error fara nel calculo notado per questa esser potra certificado a formar conti de tutte maniere A merchadanti molta ultilitade fara la presente opra, e a fattori dara in far conti gran facilitade per questa vederan tutti li errori e de li quaterni suoi la veritade danari acquisteranno, e grandi onori. | català Als qui els plau l'art de la matemàtica tinguin l'absoluta certesa que abans de qualsevol probatura si us plau es mirin aquesta obra. Que els aportarà cert coneixement de que si fa algun error de càlcul amb aquesta obra podrà certificar-lo i podran rendir comptes de totes les formes. Molta utilitat als mercaders farà la present obra, i als factors els hi facilitarà fer els comptes. Per aquesta obra veuran tots els errors i amb la veritat dels seus càlculs, guanyaran diners i honorabilitat. | » |
| — Piero Borgi, Arithmetica | | |   |